# Medal of Honor (2010)
Medal of Honor ist ein Ego-Shooter der gleichnamigen Serie, entwickelt von Danger Close und Digital Illusions CE. Das Computerspiel wurde am 14. Oktober 2010 in Europa veröffentlicht. Das Spiel findet während des andauernden Afghanistan-Konflikts statt, es ist somit das erste Medal of Honor, das zum Zeitpunkt der Veröffentlichung einen aktuellen Konflikt behandelt und nicht einen aus der Vergangenheit. Die europäische Version mit PEGI-Altersteinstufung wurde im April 2011 von der Bundesprüfstelle für jugendgefährdende Medien von „Liste B“ auf „Liste A“ umgetragen. Mit Medal of Honor: Warfighter existiert ein direkter Nachfolger.

## Spielprinzip
Das Gameplay wurde möglichst authentisch nachgestellt, dazu warb EA Berater der US-Streitkräfte an. Die typischen Missionsziele sind vergleichbar mit der Realität wie zum Beispiel Terroristenverstecke säubern, Geiseln retten und Undercover-Operationen. Das Spiel behandelt die Ereignisse während der Operation Anaconda und die Eroberung des Shahi-Kot-Tals, das im März 2002 Ziel der US-Streitkräfte war. Electronic Arts thematisiert ebenfalls den Tier-1-Status der US-Spezialeinheiten des Joint Special Operations Command. In ihren Einsätzen unterstehen diese direkt der National Command Authority, also dem Präsidenten der Vereinigten Staaten von Amerika.

### Kampagne
Das Spiel beginnt mit der Invasion von Afghanistan nach den Terroranschlägen am 11. September 2001 auf das World Trade Center und das Pentagon. Der Spieler schlüpft in die Rollen als Deuce beim AFO Wolfpack der 1st Special Forces Operational Detachment-Delta (Airborne) (Delta Force), als Rabbit im AFO Neptune der United States Naval Special Warfare Development Group (DEVGRU), als Specialist Dante Adams im 75th Ranger Regiment und als Bordschütze Cpt. Brad „Hawk“ Hawkins im Kampfhubschrauber AH-64 Apache des 2nd Aviation Regiment. Aufgeteilt ist die Kampagne in einen Prolog und zwei Akte. Die einzelnen Missionen werden mit Zwischenvideos verbunden, in der die Handlung weiter vorangetrieben wird. Dabei werden vor allem zwischen der Eroberung des Militärflugplatzes und der weiteren Handlung mehrere Monate übersprungen.

#### Handlung
In den ersten Tagen der Kämpfe wird ein AFO-Team (Advanced Force Operations) der DEVGRU mit dem Rufzeichen 'Neptune’ und den Mitgliedern Mother, Voodoo, Preacher und Rabbit ausgesandt, um sich mit einem afghanischen Informanten names Tariq in Gardez zu treffen, da dieser über Informationen zu Hochwertzielen (High Value Target – HVT) und feindliche Stellungen verfügt. In einen Hinterhalt der Taliban geraten, gelingt es Neptune Tariq zu erreichen und mit ihm zu entkommen. Dankbar für seine Rettung erzählt Tariq, dass sich im Shahi-Kot-Tal 500 bis 1000 al-Qaida- und Taliban-Kämpfer befinden. Im weiteren Verlauf wird Neptune bei der Eroberung eines ehemaligen sowjetischen Luftwaffenstützpunkts eingesetzt, der im Anschluss zur vorgeschobenen Einsatzbasis Bagram Airfield ausgebaut wird. In einer Videokonferenz sind sich der kommandierende Offizier vor Ort Colonel Drucker und sein Vorgesetzter General Flagg uneinig über die weitere Einsatzstrategie. Besorgt über das Vorhandensein von Hochwertzielen und deren Flucht nach Pakistan entscheidet sich Flagg, entgegen den Warnungen von Drucker, dass sich weit mehr als die vermuteten 350 feindlichen Kämpfer im Zielgebiet befinden, innerhalb von 24 Stunden die 10. US-Gebirgsdivision, das 187. Infanterieregiment der 101. US-Luftlandedivision und die Army Rangers in das Tal zu entsenden.
Das zweite AFO-Team mit dem Rufzeichen „Wolfpack“, bestehend aus den Soldaten Panther, Vegas, Dusty und Deuce ist derweil unterwegs zum Beobachtungsposten (Observation Point – OP) Clementine in den Bergen des Arma-Gebirges. Beauftragt mit der Zielaufklärung, Zielbekämpfung und Feuerunterstützung entscheidet sich Wolfpack zwei feindliche Stellungen zu vernichten und einen LKW-Konvoi zu markieren, um diesen später mit Hilfe von Reaper 31, einem AC-130U-Gunship per Luftnahunterstützung zu zerstören. Zum gleichen Zeitpunkt befindet sich Neptune auf dem Weg zum OP Dorothy, wobei ein Luftabwehrgeschütz, der von Wolfpack markierte Konvoi und feindliche Posten zerstört werden. Aufgebracht über das zu langsame Vorankommen der Operation befiehlt Flagg Reaper 31 während einer erneuten Videokonferenz den Beschuss eines unbekannten Konvois. Die nicht markierten Fahrzeuge erweisen sich als die Task Force Rebel der Afghanischen Nationalarmee. Trotz dieses Vorfalls besteht Flagg auf den Einsatz der Ranger.
Beim Eintreffen der Ranger im Shahi-Kot-Tal geraten diese unter heftigen Beschuss feindlicher Maschinengewehrstellungen. Ein Transporthubschrauber vom Typ CH-47 Chinook wird dabei abgeschossen. Ein Trupp, bestehend aus Sergeant Patterson, Specialist Dante Adams, Corporal Hernandez und Fliegerleitoffizier (Enlisted Terminal Attack Controller – ETAC) Air Force Tech Sergeant Ybarra, wird ausgeschickt um den Feind zu flankieren und mit Hilfe von Luftnahunterstützung die feindliche Stellung zu zerstören. Von ihrer alten Landezone abgeschnitten geraten diese auf dem Weg zu neuen Landezone in einen Hinterhalt. In Unterzahl und kurz davor, vom Feind überrannt zu werden, erscheinen zwei AH-64 Apache zur Luftunterstützung. Anschließend fliegen diese Patrouille, um feindliche Mörserstellungen zu zerstören. Das AFO Wolfpack am gegenüberliegenden Berghang des Takur Ghar auf dem OP Clementine sucht derweil nach versprengten al-Qaida-Einheiten und trifft dabei auf ausländische tschetschenische Kämpfer. Das Scharfschützenteam Dusty und Deuce gibt Neptune Feuerschutz als diese sich, gefolgt von einigen hundert Gegnern, über den Takur Ghar zurückziehen müssen. An der Abholzone angekommen, schaffen es jedoch nur Mother und Rabbit den Hubschrauber zu besteigen, bevor dieser getroffen und mit schweren Schäden abdrehen muss. Vorher gelingt es noch Voodoo und Preacher mit Hilfe des Heck-MGs die Flucht am Boden zu ermöglichen. Eine Rettungsoperation wird vom Kommandostab abgelehnt.
Wohl wissend, sich einem Befehl zu widersetzen, entscheiden sich Mother und Rabbit, ihre Kameraden nicht sich selbst zu überlassen. Beim erneuten Absetzversuch an einer anderen Position gerät der Chinook allerdings unter Beschuss, wird getroffen und stürzt ab. Mother und Rabbit, die zuvor abspringen konnten, werden von Tschetschenen gejagt und nach einem Sprung von einer Klippe von diesen gefangen genommen.
Zurück auf der Bagram Air Base wird von Drucker eine Rettungsmission geplant die allerdings General Flagg nicht autorisieren will. Drucker entschließt sich darauf ohne Befehl einen schnellen Eingreifverband (Quick Reaction Force) bestehend aus den Rangern auf den Berg zu schicken.
Während des Anflugs gerät jedoch auch dieser Hubschrauber unter Beschuss und wird abgeschossen. Drei Ranger und der rechte Doorgunner werden getötet, weitere Ranger werden verwundet. Nach dem Sichern der Absturzzone finden Adams und Patterson den vermissten Voodoo und Preacher. Mit Unterstützung einer ferngesteuerten Predator-Drohne gelingt es ihnen gemeinsam die befestigten Stellungen des Feindes zu überwinden und Mother und Rabbit zu finden. Rabbit, der während der Flucht zuvor angeschossen wurde und durch den Sturz weitere Verletzungen davon gezogen hat, liegt jedoch im Sterben. Zurück an der Absturzzone versuchen die Soldaten mehrfach über Funk einen Verwundetentransport (Casualty Evacuation – CASEVAC) zu erreichen. Dies wird jedoch mehrfach verneint mit dem Hinweis, dass die Hubschrauber des 160th Special Operations Aviation Regiment (Airborne) aus Kandahar kommen. Kurz bevor die Hubschrauber landen, stirbt Rabbit an seinen Verletzungen. Die Handlung endet damit, dass alle Absturzzonen am Berg durch einen Luftangriff beschossen werden, nachdem alle Überlebenden und Toten ausgeflogen worden sind.

#### Missionen
| Mission                    | Gebiet                                                | Einheit/Spielumgebung            |
| Prolog, 6 Monate vor Tag 1 | Prolog, 6 Monate vor Tag 1                            | Prolog, 6 Monate vor Tag 1       |
| -------------------------- | ----------------------------------------------------- | -------------------------------- |
| Vorauskommando             | Gardez, Provinz Paktia, Afghanistan                   | AFO Neptune, Stadtgebiet         |
| Grüße aus Bagram           | 11 km südöstlich von Tscharikar in der Provinz Parwan | AFO Neptune, Militärflugplatz    |
| Tag 1                      |                                                       |                                  |
| Wolfsrudel                 | Shahi-Kot-Tal, Menjawar, Provinz Paktia               | AFO Wolfpack, Hochgebirge        |
| Verfluchte Dorothy         | Shahi-Kot-Tal, Arma-Gebirge Provinz Paktia            | AFO Neptune, Hochgebirge         |
| Die Höhle des Löwen        | Shahi-Kot-Tal, Provinz Paktia                         | 75. Ranger Regiment, Hochgebirge |
| Gunfighter                 | Shahi-Kot-Tal, Provinz Paktia                         | AH-64D Apache, Hochgebirge       |
| Freunde aus der Ferne      | Shahi-Kot-Tal, Takur Ghar                             | AFO Wolfpack, Hochgebirge        |
| Verraten                   | Shahi-Kot-Tal, Takur Ghar                             | AFO Neptune, Hochgebirge         |
| Tag 2                      |                                                       |                                  |
| Neptuns Netze              | Shahi-Kot-Tal, Takur Ghar                             | AFO Neptune, Hochgebirge         |
| Gerettete Retter           | Shahi-Kot-Tal, Takur Ghar                             | 75. Ranger Regiment, Hochgebirge |

### Mehrspieler
Der Mehrspieler-Modus von Medal of Honor wurde von DICE entwickelt. Die Handlung bildet der Konflikt zwischen zwei verschiedenen Gruppen, zum einen die Koalition und zum anderen die Opposing Forces. Die Koalition benutzt amerikanische Ausrüstung wie die M16A4, während die Opposing Forces Waffen der Taliban benutzen, wie die AK-47.
Es stehen immer drei wählbare Klassen für die eigene Spielfigur zur Verfügung: Special Ops, Sniper und Rifleman. Während des Spielens erhält der Spieler Erfahrungspunkte, welche man benötigt, um ein Level aufzusteigen und somit neue Waffen oder Waffenverbesserungen für die einzelnen Klassen freizuschalten. Steigt ein Spieler in einer Klasse ein Level auf und schaltet eine Waffe frei, wird sie für beide Gruppen freigeschaltet, d. h., sie steht auch dann zur Verfügung, wenn man mit derselben Klasse in der anderen Gruppe spielt. Allerdings halten sich die Waffen wieder im Style der jeweiligen Gruppe.
Schaltet der Spieler viele Gegner aus, ohne selbst dabei zu sterben (Killstreak), erhält er offensive Unterstützungen wie zum Beispiel einen Raketen- oder Mörserangriff oder defensive Unterstützungen wie Munition.

## Deutsche Version
Die deutsche Version von Medal of Honor ist für den deutschen Markt angepasst. So befinden sich in der USK-18-Version bei Leichen keine Ragdoll-Effekte mehr und Gliedmaßen lassen sich nicht mehr abschießen.
Die PEGI-Version aus dem deutschsprachigen Ausland ist ungekürzt, dieser verweigerte die USK eine Einstufung. Gegen die abgelehnte Einstufung legte Electronic Arts Klage ein.
Im Dezember 2010 wurde die unzensierte Version von der Bundesprüfstelle für jugendgefährdende Medien auf „Liste B“ indiziert, da man von einer strafrechtlichen Relevanz ausging. Im April 2011 wurde das Spiel in die „Liste A“ umgetragen und ist seitdem nur noch als „jugendgefährdend“ eingestuft.

## Kontroversen
Der Fortsetzung von Medal of Honor im Jahr 2010 hatte im Vorfeld für einen Skandal gesorgt. So sollte dem Spieler ermöglicht werden, im Mehrspieler-Modus in die Rolle der Taliban zu schlüpfen. Besonders das Militär kritisierte den verantwortlichen Publisher Electronic Arts scharf. Der deutsche Bundeswehrverband äußerte sich empört über das Spiel und bezeichnete die Veröffentlichung als widerwärtig. Das US-amerikanische Militär rief zum Boykott des Spiels auf, der Verteidigungsminister von Großbritannien forderte ein Verbot des Spiels. Infolge der Reaktionen erklärte der Executive Producer Greg Goodrich am 1. Oktober 2010 im Entwickler-Blog, dass die zu spielende Fraktion in Opposing Force umbenannt wurde. Dies sei laut Goodrich aus „Respekt vor den Männern und Frauen im Militärdienst“ geschehen.

## Wertungen
Der Shooter bekam von der Fachpresse eher mittelmäßige Wertungen. Die GameStar vergab eine Bewertung von 68 %. Die Tester bemängelten die durchwachsene Grafik, die sehr kurze Spielzeit und das abwechslungsarme Leveldesign. Auch die PC Games bezeichnet das Spiel als mittelmäßigen Shooter, vergab jedoch eine durchaus positive Wertung von 78 Punkten. Die Website cynamite.de belohnte das Spiel mit 8/10 Punkten, betont jedoch, dass der Titel keine Konkurrenz für Call of Duty: Modern Warfare 2 ist. GamePro bewertet die Konsolen-Versionen mit jeweils 75 %. In den Reviews wurden die unverkennbaren Parallelen zu dem erfolgreichen Shooter Call of Duty: Modern Warfare 2, die schwache KI und die Story bemängelt.
Patrick Soderlund von Electronic Arts gab gegenüber Eurogamer.net an, man habe das Qualitätsziel verfehlt. Er sagte „Ich kann [...] sagen, dass das Spiel nicht unsere Qualitätserwartungen erfüllt hat. Um in diesem Genre erfolgreich zu sein, muss man ein Spiel haben, das wirklich, wirklich stark ist.“ Gleichzeitig merkte er an, dass die Tester überkritisch mit dem Spiel umgegangen wären.